# Muzej vikinških ladij
Muzej vikinških ladij (norveško Vikingskipshuset på Bygdøy) stoji na polotoku Bygdøy v Oslu na Norveškem. zaradi obnove bo začasno zaprt od septembra 2021 do leta 2025/2026.
Je del Muzeja kulturne zgodovine Univerze v Oslu in hrani tri pogrebne ladje iz vikinške dobe, ki so bile najdene kot del arheoloških najdb iz Tune, Gokstada (Sandefjord), Oseberga (Tønsberg) in pokopališča Borre Mound.

## Zanimivosti
Muzej je najbolj znan po popolnoma celi ladji Oseberg, izkopani iz največjega znanega ladijskega groba na svetu. Druge glavne znamenitosti muzeja vikinških ladij sta ladji Gokstad in Tune. Poleg tega prikaz vikinške dobe vključuje sani, postelje, konjsko vprego, lesene rezbarije, sestavne dele šotorov, vedra in druge nagrobne predmete.

## Zgodovina
Muzej je leta 1913 ustanovil švedski univerzitetni učitelj Gabriel Gustafson. Predlagal posebno stavbo za namestitev najdb iz vikinške dobe, odkritih ob koncu 19. in na začetku 20. stoletja. Ladji Gokstad in Oseberg sta bili shranjeni v začasnih zatočiščih na Univerzi v Oslu. Izveden je bil arhitekturni natečaj, na katerem je zmagal Arnstein Arneberg.
Hala za ladjo Oseberg je bila zgrajena s sredstvi norveškega parlamenta, ladja pa je bila leta 1926 prestavljena iz univerzitetnih zaklonišč. Hali za ladji iz Gokstad in Tune sta bili dokončani leta 1932. Gradnja zadnje dvorane je bila odložena, delno zaradi druge svetovne vojne, ta dvorana pa je bila dokončana leta 1957. V njej je večina drugih najdb, predvsem iz Oseberga.

### Prizidek muzeja
20. decembra 2000 je Univerza v Oslu podprla predlog Zgodovinskega muzeja, da se ladje in vsi nagrobni materiali preselijo v predlagani nov muzej v Bjørviki v Oslu. O tem predlogu je bilo veliko razprav, tako v muzejski in arheološki skupnosti kot tudi v medijih. Nasprotniki selitve so izrazili zaskrbljenost, da so ladje preveč krhke in da selitve ne bodo preživele nepoškodovane, medtem ko zagovorniki trdijo drugače in nakazujejo, da bi se selitev lahko izvedla, ne da bi povzročila resno škodo najdbam.
Leta 2015 je ministrstvo dovolilo Statsbygg-u, da objavi natečaj za razširitev obstoječih objektov v Bygdøyu. Zmagovalec arhitekturnega natečaja je bil objavljen 12. aprila 2016 in to je bil danski biro AART architects s svojim predlogom z naslovom "NAUST".

## Galerija
- Orodja za proizvodnjo tekstila
- Ladja Oseberg
- Ladja Gokstad, ki prikazuje premec in potek deske do droga

## Drugi viri
- Brøgger, A. W.  and Schetelig, H.  Osebergfundet (Oslo. 1917)
- Brøgger A.W. and Shetelig, H.  Vikingskipene deres forgjenger og etterfølgere (Oslo. 1950)
- Christensen, Arne Emil  Kongsgårdens håndtverkere, Osebergdronningens grav, vår arkeologiske nasjonalskatt i nytt lys (Oslo. 1992)
- Ingstad, Anne Stine Hva har tekstilene vært brukt til? Osebergdronningens grav  (Oslo. 1992)